# Prison de Saint-Gilles
La prison de Saint-Gilles (en néerlandais : Gevangenis van Sint-Gillis) est un établissement pénitentiaire belge situé aux confins des communes de Saint-Gilles, Ixelles, Forest en région bruxelloise. Elle est représentative du système cellulaire mis en place au cours du XIXe siècle.

## Localisation
La prison de Saint-Gilles se situe au numéro 106 de l'avenue Ducpétiaux dans la commune de Saint-Gilles. L'arrière du mur d'enceinte borde l'avenue de la Jonction en face de la prison de Forest. Les deux prisons sont reliées par un passage souterrain. Cette étroite proximité provoque de fréquentes confusions entre les deux prisons dans l'illustration qu'en donnent les médias.
La région bruxelloise compte, au total, trois bâtiments carcéraux : la prison de Saint-Gilles, la prison de Forest et son quartier des femmes, dont l'entrée séparée donne sur la rue de Berkendael.
Ce site est desservi par la station de prémétro Albert et la ligne de bus 54.

## Histoire

### Contexte historique
Au moment de l'indépendance en 1830, le parc pénitentiaire belge était composé de bâtiments hétéroclites qui n'étaient pas destinés à devenir des lieux d'enfermement. C'était notamment le cas de nombreuses maisons religieuses confisquées comme biens nationaux après la seconde invasion française en 1794.
Il faut en effet rappeler que, dans les Pays-Bas autrichiens comme partout en Europe, les prisons n'étaient que des "salles d'attente" avant le jugement et l'exécution de peines corporelles. Après leur abolition progressive, la privation de liberté est devenue une fin en soi comme principale sanction des comportements criminels ou délictueux, tout en maintenant la peine de mort comme châtiment possible. Désormais, les peines se comptaient en années de prison, voire en perpétuité. Il fallait donc concevoir des bâtiments ayant à la fois une fonction symbolique - un appel au respect des lois -; et une fonction pratique : héberger les condamnés dans le long terme et dans des conditions de sécurité et d'hygiène satisfaisantes.
La création de la prison de Saint-Gilles avait pour objectif de remplacer la prison des Petits Carmes, située dans le centre de Bruxelles.

### Premières années
Conçue par l'architecte Joseph Jonas Dumont et réalisée, vingt ans après sa mort, par l'architecte François Derre, la prison a été construite de 1878 à 1884. La prison était le premier édifice important de la commune de Saint-Gilles qui, au XIXe siècle, était encore essentiellement rurale comme le rappelle la toponymie dans les environs (carrefour de Ma Campagne).
À l'origine maison d'arrêt et maison de peine, elle recevait les personnes (hommes et femmes séparément) placées sous mandat d'arrêt dans le cadre de la détention préventive, ainsi que les condamnés à des peines de police ou correctionnelles pour l'arrondissement judiciaire de Bruxelles. Après qu'elle s'est avérée insuffisante pour remplir cette double fonction, la nouvelle prison de Forest assure, à partir de 1909, le rôle de maison d'arrêt.
Le premier directeur de Saint-Gilles se nommait Jean Stevens, disciple d'Édouard Ducpétiaux. Ce dernier fut le premier inspecteur des prisons de la Belgique indépendante. Ses écrits ont inspiré l'architecture et le régime carcéral belge de toutes les prisons construites jusqu'au début du XXe siècle, notamment Tongres (1844), Bruges-Saint André (1851), Louvain-central (1860), Tournai (1869), Audenarde (1919). Ayant lui-même connu la prison sous le régime hollandais, Ducpétiaux a souhaité la réformer en mettant en place un système plus soucieux des enjeux humains.

### La Première Guerre mondiale (1914-1918)
Durant la Première Guerre mondiale, hormis la portion de territoire derrière l'Yser, la Belgique était soumise à l'occupation allemande. Les Allemands incarcèrent à Saint-Gilles les personnes en attente de comparution devant le Conseil de guerre de Bruxelles.
Les individus "faisant partie de réseaux clandestins, d'autres ayant publiquement protesté contre les abus de l'occupant, ou encore ceux qui avaient tenté de passer la frontière hollandaise" faisaient systématiquement l'objet d'une peine d'emprisonnement. Certains ont été transférés en Allemagne pour exécuter leur peine.
Plusieurs témoignages rapportent les traitements violents dans le milieu carcéral bruxellois durant cette époque, parmi lesquels on compte des cas de brutalités physiques, des menaces de mort et d'autres actes d'intimidation.

Parmi les femmes incarcérées, les plus célèbres sont Edith Cavell et Gabrielle Petit.

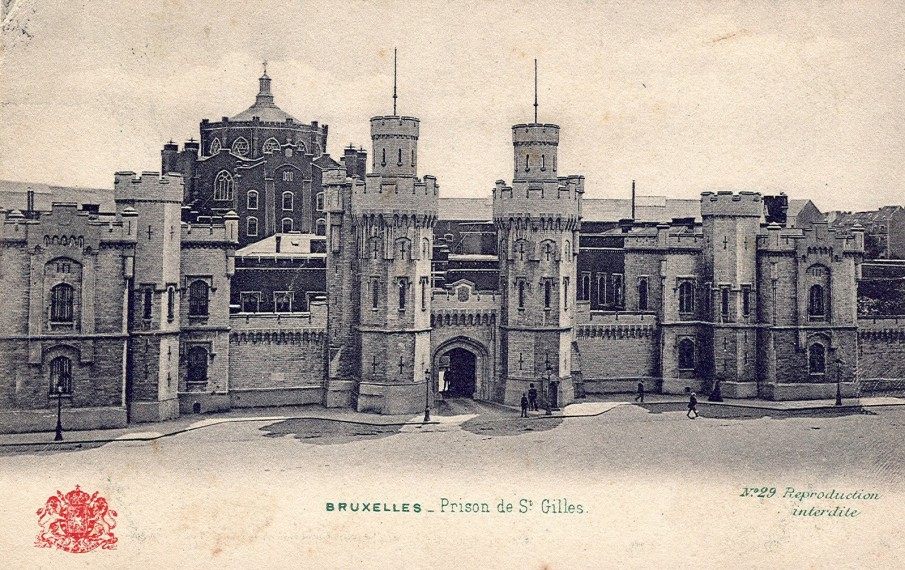
La prison de Saint-Gilles au début du XXe siècle.

### La Seconde Guerre mondiale (1940-1945)
Durant l'occupation, de très nombreux opposants au régime du Parti national-socialiste allemand ont été emprisonnés à Saint-Gilles, soit à la disposition des polices allemandes, soit pour y purger une peine, soit encore avant leur déportation en Allemagne, le plus souvent vers Buchenwald.
Une infirmerie était instituée à la prison de Saint-Gilles durant la guerre, ce qui a permis d'accueillir des détenus venant du Fort de Breendonk pour y être soignés.
«Après la Seconde Guerre mondiale, les leaders des collaborateurs et de certains organismes politiques et militaires, ainsi que des propagandistes et des espions furent enfermés à Saint-Gilles.».

Après le conflit, le général Alexander von Falkenhausen, gouverneur militaire de la Belgique et du Nord de la France durant l'occupation, y a été détenu de 1948 à 1951.

## Description
Dans ses éléments décoratifs, surtout extérieurs, la prison de Saint-Gilles fait largement appel à un Moyen Âge imaginaire tel que les romantiques du XIXe siècle l'affectionnaient, avec baies en arc brisé, créneaux, machicoulis, etc. La façade à front de l'avenue Ducpétiaux qui évoque un château médiéval, participe à une des fonctions attribuées à la prison - au sens moderne - : l'intimidation.
Les bâtiments dans leur ensemble permettaient d'héberger les détenus suivant les principes du régime cellulaire, tels qu'Edouard Ducpétiaux les avaient élaborés en tenant compte des expériences observées à l'étranger, notamment en Amérique du Nord dans l'Etat de Pennsylvanie.
C'est erronément qu'une source affirme que « Le système appliqué est le panoptique, qui prescrit une disposition des espaces permettant la surveillance optimale de l'ensemble des détenus à partir d'un point central ».
Le régime cellulaire repose sur l'isolement de jour et de nuit dans des cellules individuelles. C’est une idée due à la philosophie politique de Jean-Jacques Rousseau, bâtie autour de l'idée que l'Homme est naturellement bon et que la société le corrompt. Il faut bannir la promiscuité qui était une plaie des systèmes antérieurs. La structure de base (la cellule) sera dès lors reproduite dans les autres lieux de vie : parloirs individuels pour les visites, préaux individuels pour la promenade quotidienne; et même logettes individuelles à la chapelle permettant à chacun de suivre les offices sans contact avec ses voisins. Durant les déplacements nécessaires, les détenus portent une cagoule pour les empêcher de se reconnaître.

### Un plan fonctionnel
Quasi toutes les "prisons Ducpétiaux" sont bâties suivant un même plan de base, plus ou moins développé, selon la capacité qui a été déterminée. Cette capacité est exprimée en nombre de cellules regroupées par ailes. A Saint-Gilles, dans la configuration d'origine, on trouvait cinq ailes de 120 cellules chacune, pour une capacité totale de 600 détenus.
La prison est entourée d’un mur d’enceinte, percé d'une seule porte, de forme rectangulaire et jalonné de cinq tourelles de surveillance correspondant aux cinq ailes. L'ensemble comporte aussi de nombreux jardins destinés soit à la culture de légumes pour la cuisine, soit à l'agrément pour chaque habitation de fonction.

#### L'avant de l'établissement
Il regroupe plusieurs fonctions. La première est celle du portier assurée par un agent gradé, chargé de contrôler toute personne et véhicule entrant et sortant de l'établissement et leur autorisant ou non le passage.
Le porche d'entrée, fermé par deux doubles portes séparées par un espace formant sas, donne accès à une cour de forme rectangulaire, bordée par quatre maisons de fonction. Les façades et murs de clôture à front de rue sont ceux des deux principales habitations. Dans l’axe de l’entrée, se trouvent deux salles d’attente pour les visiteurs, entourant l'escalier à double volée qui amène au couloir administratif.
Ce couloir, en forme de T inversé, est jalonné dans le bras horizontal par les bureaux des membres de la direction, des aumôniers, de la comptabilité ; dans le bras vertical par le greffe et les parloirs d'avocats.

#### Le cellulaire
C'est véritablement le cœur de l'établissement : lieu de vie pour les personnes privées de liberté; lieu de travail pour 80% du personnel composé des agents chargés de la surveillance et des fonctions techniques.
Le cellulaire est organisé autour d’un noyau polygonal, communément appelé "le centre", où se raccordent les cinq ailes de forme rectangulaire, désignées par les lettres A, B, C, D, E. Chaque aile est subdivisée dans le plan vertical en trois sections de 40 cellules. L'espace central de l'aile restant vide du rez-de-chaussée au plafond, l'accès aux 1er et 2e niveau se fait par des galeries courant le long du mur intérieur des cellules. Les cellules et sections étant numérotées, on parlera à l'aile A de la 1re section pour les cellules 1 à 40, la 2e section pour les cellules 41 à 80, la 3e section pour les cellules 81 à 120; et ainsi de suite jusqu'aux sections 13, 14 et 15 à l'aile E. Dans les années 1993-94, un bâtiment supplémentaire préfabriqué a été ajouté à l'extrémité de l'aile B.
Entre chacune aile, débouchent des couloirs qui mènent à différents services (cuisine, vestiaire, parloirs individuels, mess du personnel, Centre médico-chirurgical). A l'étage supérieur, se trouve la grande chapelle avec accès séparés pour chacune des ailes. La chapelle est couverte par un dôme qui répond, d'une certaine manière, à celui du Palais de Justice dans le paysage urbain.
Au fil du temps, chaque aile avait reçu une fonction particulière.

##### Aile A
Jusqu'à la suppression de l'Auditorat et des Juridictions militaires (Loi du 01.01.2004), Bruxelles était le siège d'un conseil de guerre et de la Cour militaire. Celle-ci jugeait les appels interjetés contre les décisions rendues par les conseils de guerre séant en Belgique et les deux conseils de guerre dits "en campagne" pour les forces belges en Allemagne. Il fallait donc regrouper tous les militaires détenus, de carrière ou miliciens, en détention préventive sur réquisitoire de l'Auditeur militaire ou déjà condamnés.
Parmi ces derniers, on trouvait les Témoins de Jéhova qui refusaient, non seulement d'effectuer leur service militaire, mais aussi le statut d'objecteur de conscience. Celui-ci leur aurait permis d'effectuer un service civil de deux ans en Belgique ou en coopération. En conséquence, ils étaient condamnés, du chef d'insubordination, à deux ans de prison. Cette catégorie particulière a disparu en même temps que le service militaire lui-même.

##### Aile B
Elle abritait, à partir de 1963, le Centre d'orientation pénitentiaire (COP).
Bien que «Le séjour des détenus dans le centre est organisé, dans l’idéal, par session de six à douze mois et par groupe de quinze.», la rotation était bien moindre en réalité. De sorte qu'un groupe restreint des mêmes condamnés occupaient un espace conçu pour contenir 120 détenus. Les cellules du rez-de-chaussée (4e section) avaient d'ailleurs été transformées en bureaux et locaux de réunion à l'usage des nombreux collaborateurs.
En outre, «Le régime, communautaire, permet une observation continue du comportement individuel et des interactions lors des activités de travail, sportives et récréatives.», toutes choses inaccessibles pour les détenus séjournant dans les autres ailes. Ceux-ci mirent les locaux du COP à sac lors de la grande mutinerie de 1987. Ce qui, joint à d'autres causes endogènes, mit fin à une expérience qui avait duré près de vingt-cinq ans.

##### Aile C
Elle présente la configuration la plus proche des plans originaux, ayant conservé ses préaux individuels pour la promenade, familièrement appelés quartiers de tarte. Ils se présentent sous forme d'espaces de forme triangulaire, séparés par des murs, fermés au ciel et à leur extrémité par des grilles. Ils sont disposés en arc de cercle autour d'une rotonde sur laquelle s'ouvrent les portes donnant accès à chaque préau. Cette disposition permet au détenu de marcher et de prendre l'air sans contact avec ses voisins. Le surveillant présent dans la rotonde doit aussi veiller au silence...
En raison de cette configuration, l'aile C est la seule qui permet encore d'appliquer un régime cellulaire d'isolement. Pour cette raison, on y trouve les détenus présentant une certaine dangerosité, ceux qui sont placés en surveillance spéciale en raison de tendances suicidaires et enfin, les punis ayant encouru une sanction de régime cellulaire strict. On constate ainsi que, ce qui avait été conçu par Edouard Ducpétiaux comme le régime commun appliqué à tous les détenus, est devenu par l'évolution générale du régime carcéral à partir des années septante, l'exception réservée à des cas particuliers. Depuis la "Loi de principes concernant l'administration des établissements pénitentiaires ainsi que le statut juridique des détenus" du 12 janvier 2005, on parle d'«isolement dans l'espace individuel de séjour», ce qui apparaît comme un euphémisme pour désigner la même réalité.

### Une architecture décorative
Toutes les citations de ce paragraphe proviennent de la même source.
L’entrée de la prison se trouve face à la place Delporte. Cette entrée dispose « d’un porche axial à porte ogivale munie de deux vantaux ouvragés ». Elle est au milieu de deux tours crénelées de forme polygonale, « à encorbellement de mâchicoulis et coiffées de guettes ». Ces deux tours sont percées d’archères et disposent de fenêtres en meurtrière. De chaque côté de ces tours se trouvent également les maisons des directeurs avec des « fenêtres grillagées à arc brisé sous cordon ».
Le couloir administratif est « rythmé par des arcs brisés reposant sur des colonnes monolithes de pierre bleue, à socle polygonal et chapiteau à frise d’arceaux ». Au bout du couloir, fermé à ses deux extrémités par des grilles avec postes de surveillance appelés 1er et 2e guichet, on débouche dans le centre de surveillance qui se présente sous forme d'étoile avec une haute élévation « percée de vastes baies à arc brisé et remplages et coiffée, sur chacun des douze pans, de pignons à rampant droit ».
Pour ce qui est des façades latérales des ailes, les fenêtres des cellules ont un linteau en pierre blanche cintrée où sont fixés les barreaux.

## Les controverses autour de la prison de Saint-Gilles

### Les conditions de détention
En matière de conditions de vie dans le milieu carcéral, la prison de Saint-Gilles est marquée par le problème de la surpopulation chronique. Malgré de légères améliorations, les rapports du Comité européen font état d’un taux de surpopulation qui oscille toujours autour des 50%.
En 2017, le rapport annuel de la direction générale des établissements pénitentiaires faisait état, depuis la reprise par la prison de sa fonction de maison d’arrêt en 2016, de 896 détenus masculins pour 579 places, soit un taux moyen de surpopulation carcérale atteignant les 48%.
Cette situation perdure et est à l'origine de nombreuses grèves du personnel qui ont pour effet principal de détériorer davantage encore les conditions de détention.
Depuis 2020 et l'apparition de la pandémie de Covid, la situation s'est encore tendue. L'application de mesures telles que la distanciation sociale sont impossibles dans une prison surpeuplée : 903 détenus pour 850 places au 24 novembre 2021, en sachant que cette augmentation de capacité n'a été obtenue que par la mise en "duo" ou "trio"  de cellules conçues pour un seul détenu. D'où l'apparition de multiples foyers d'infection ("cluster") qui ont incité le bourgmestre de la commune de Saint-Gilles à prendre un arrêté interdisant de nouvelles entrées.

### Les condamnations
Au plan judiciaire belge, la principale condamnation émane d’un jugement du tribunal de première instance de Bruxelles du 9 janvier 2019.
L’affaire est portée devant la justice par l’ordre des barreaux francophones et germanophone. Ces derniers accusent l’État belge de manquements graves en ce qui concerne les conditions de détention à la prison de Saint-Gilles. Le jugement met l’accent sur le problème de la surpopulation carcérale croissante dans l’établissement qui entraine une violation des engagements pris par la Belgique sur le plan international et européen en matière de condition de détention.
À l’issue des débats, le tribunal condamne l’État belge à réduire le nombre de détenus présents à la prison de Saint-Gilles afin de ramener celui-ci à la capacité officielle de l’établissement. À défaut, l’État belge s’expose également au paiement d’astreintes dont le montant augmente en cas de non-respect par l’État de l'obligation qui lui est impartie.
Au niveau international et européen, des procédures ont également été engagées à l’encontre de la Belgique. En effet, la Cour Européenne des droits de l’Homme a condamné l’État belge pour violation de la Convention européenne des droits de l’Homme par les conditions de détention à la prison de Saint-Gilles.

## Actualité
La prison de Saint-Gilles va faire l’objet d’un déménagement à Haren dans l’optique de moderniser le parc pénitentiaire à Bruxelles. Ce tout nouveau modèle est axé autour de l’unité de vie. Le futur « village pénitentiaire » sera divisé en plusieurs bâtiments qui comprendront un centre d’observation, un centre de psychiatrie et un centre médical.
La réalisation du projet a été retardée de plusieurs années par les recours que les riverains ont introduits pour des raisons liées à la conservation du milieu naturel. Par ailleurs, de nombreuses critiques visent le gigantisme du projet et les nombreuses difficultés pratiques touchant à son éloignement du centre-ville, lequel compliquera aussi bien les visites des familles et des avocats que le transfert des détenus au Palais de justice. Enfin, la formule de partenariat public-privé choisie pour la construction et l'entretien du complexe, une forme de location-achat dite DBFM, est particulièrement onéreuse, comme le démontre l'expérience des trois derniers établissements (Beveren, Leuze-en-Hainaut et Marche-en-Famenne) construits avec la même formule.

#### Ouvrages
- Debuyne, E., REZSÔHAZY, E. et van Ypersele, L., « Dans les mains de la police allemande. les violences carcérales et policières comme expérience d’occupation en Belgique, 1914-1918 », Guerre mondiale et conflits contemporains, 2018, no 272, p. 65, 75 et 81.
- Demeter, S., Goosens, O., Jacqmin, Y. et al., Architectures saint-gilloises, Service des Monuments et des Sites de la Région de Bruxelles-Capitale, Bruxelles, 1999, p. 14 et 15.
- Digneffe, F. et Dupont-Bouchat, M.-S., « A propos de l’origine et des transformations des maisons pour jeunes délinquants en Belgique au XIXe siècle : l’histoire du pénitencier de Saint-Hubert (1840-1890) », Déviance et société, 1982, vol 6, p. 154 et 155.
- Bernier. F., Monographie de Saint-Gilles-lez-Bruxelles, Bruxelles, 1904, p. 236 à 243.
- Dupont-Bouchat, M.-S., « Ducpétiaux ou le rêve cellulaire », Déviance et société, 1988, vol. 12, p. 5, 6 et 12.
- Thiry, B. et Thiriez, C., « Enjeux de la pratique de la psychothérapie en prison », Psychothérapies, 2014, vol. 34, p. 186 et 187.
- Rapport annuel de la direction générale Etablissements pénitentiaires (DG EPI), Service public fédéral de justice (SPF Justice), 2017.
- Rapport au Gouvernement de la Belgique relatif à la visite effectuée en Belgique par le Comité européen pour la prévention de la torture et des peines ou traitements inhumains ou dégradants (CPT), Conseil de l’Europe, 8 mars 2018.
- Rapport de l’OIP (Observatoire internationale des prisons) sur la surpopulation carcérale à la prison de Saint-Gilles, OIP Belgique, 10 octobre 2018.

#### Jurisprudence
- Trib. fr., Bruxelles (4e ch.), 9 janvier 2019.
- Cour eur. D.H., arrêt Dufoort c. Belgique, 10 avril 2013.
- Cour eur. D.H., arrêt Swennen c. Belgique, 10 avril 2013.
- Cour eur. D.H., arrêt Claes c. Belgique, 10 avril 2013.